# Amato di Remiremont
Amato di Remiremont, o, in francese saint Amé o saint Aimé o saint Ame (Grenoble, 560 circa – Remiremont, 628), è stato un monaco cristiano franco, cofondatore dell'Abbazia di Remiremont.
È venerato come santo della Chiesa cattolica e non dev'essere confuso con l'omonimo e contemporaneo sant'Amato, vescovo di Sion, commemorato anch'egli il 13 settembre.

## Biografia
Era figlio di un nobile romano, certo Eliodoro. 
Nel 581 divenne monaco presso l'Abbazia di San Maurizio di Agaune nel Canton Vallese (Svizzera), vi fu ordinato sacerdote e divenne colono.
Nel 611 si trasferì con Sant'Eustasio a Luxeuil, e fondò un monastero sul Monte Habend, denominato successivamente Sacro Monte. 
Verso il 620 fondò, con san Romarico, il monastero doppio di Remiremont nei Vosgi.
Questo monastero era organizzato in modo tale che i monaci vivessero nella valle e le monache in cima alla montagna. Esso seguiva in primo luogo la regola di Tarnate (o regola di Agaune) piuttosto che la laus perennis (lode perpetua).
Dopo essere stato coinvolto in una lite con Luxeuil, nel 628 si riconciliò con Eustasio.
Dopo aver lasciato la guida del monastero di Remiremont a san Romarico, trascorse gli ultimi anni della sua vita da eremita nella fenditura di una roccia, ove gli veniva calato il cibo. 

## Culto
Gli furono accreditati, dopo la morte, numerosi miracoli e le sue spoglie furono traslate nella chiesa di Santa Maria. Dal 670 la sua memoria viene celebrata il 13 settembre. 
Nell'iconografia è rappresentato abbigliato come un colono di fianco ad una brocca, una pietra ed un diavolo. Nel 1049 Leone IX fece una ricognizione delle sue spoglie.
Un comune dei Vosgi porta il suo nome, Saint-Amé.